# Aller-Ohre-Ise-Verband
Der Aller-Ohre-Ise-Verband ist ein Wasser- und Bodenverband im östlichen Niedersachsen. Sein Zuständigkeitsbereich sind die niedersächsischen Anteile der Einzugsgebiete von Oberaller, Ohre und Ise. In diesem Bereich unterhält er alle Gewässer II. sowie einige Gewässer III. Ordnung. Außerdem erfüllt er regionale Aufgaben des Wassermanagements. Seine Mitglieder sind die Landkreise, Städte und Gemeinden im Verbandsgebiet sowie sonstige Eigentümer und Erbbauberechtigte betroffener Grundstücke und Anlagen. Sein Hauptsitz ist in Gifhorn. Eine Zweigstelle gibt es in Grafhorst.

## Verbandsgebiet
Das Verbandsgebiet des Aller-Ohre-Ise-Verbands umfasst eine Fläche von fast 1.400 km² (139.907 ha). Es enthält das Einzugsgebiet der Ise vollständig und von den Einzugsgebieten der Ohre und der Oberaller, d. h. der Aller vor Einmündung der Oker, jeweils den im Land Niedersachsen gelegenen Teil. Hinzu kommen noch kleinere Bereiche innerhalb dieses Gebiets, die in den Mittellandkanal entwässern.
Das resultierende Verbandsgebiet umfasst große Teile der kreisfreien Stadt Wolfsburg und des Landkreises Gifhorn, einen wesentlichen Teil des Landkreises Helmstedt sowie jeweils einen kleinen Teil der kreisfreien Stadt Braunschweig und des Landkreises Uelzen.
Angrenzende Unterhaltungsverbände sind im Norden der Gewässer- und Landschaftspflegeverband Mittlere und Obere Ilmenau (Mitglied im Kreisverband der Wasser- und Bodenverbände Uelzen), im Osten die sachsen-anhaltinischen Unterhaltungsverbände Jeetze, Obere Ohre und Aller, im Süden der Unterhaltungsverband Schunter und im Westen der Unterhaltungsverband Oker sowie die Unterhaltungsverbände Mittelaller und Lachte (Mitglieder im Gewässer- und Landschaftspflegeverband Südheide).

## Aufgaben
Der Aller-Ohre-Ise-Verband ist in seinem Verbandsgebiet für die Unterhaltung aller Gewässer II. Ordnung zuständig. Außerdem obliegt ihm auch die Unterhaltung bestimmter Gewässer III. Ordnung, bei denen ihm diese Aufgabe entweder von den zuständigen Gemeinden (Sassenburg, Gemeinden im Bereich des Barnbruchs) oder den „Einzelmitgliedern“ (Mitgliedern beigetretener Wasser- und Bodenverbände) übertragen wurde. Die innerhalb des Verbandsgebiets gelegenen Gewässer I. Ordnung – der Mittellandkanal und der Elbe-Seiten-Kanal – werden dagegen als Bundeswasserstraßen von der Wasser- und Schifffahrtsverwaltung des Bundes unterhalten.
Der Aller-Ohre-Ise-Verband ist jedoch mehr als ein reiner Unterhaltungsverband. Insbesondere vor dem Hintergrund der voranschreitenden Klimakrise und damit verbundener Herausforderungen wie Dürren, Überflutungen und des Verlusts der Artenvielfalt haben ihm die Landkreise Gifhorn und Helmstedt sowie die Stadt Wolfsburg weitere regionale Aufgaben übertragen. Die Verbandssatzung listet darunter den Ausbau und die naturnahe Entwicklung von Gewässern, den Bau und die Sanierung von Anlagen in und an Gewässern sowie technische Maßnahmen zur Bewirtschaftung der oberirdischen Gewässer. Das Verbandsunternehmen soll Grundstücke vor Hochwasser schützen, Grundstücke be- und entwässern sowie Flächen, Anlagen und Gewässer zum Schutz des Naturhaushalts, des Bodens und für die Landschaftspflege herrichten, erhalten und pflegen. Dazu erwirbt und pachtet der Aller-Ohre-Ise-Verband Grundstücke für Maßnahmen an Gewässern und Randstreifen zum Gewässerschutz, stellt ländliche Wege her und unterhält diese und betreibt in Kooperation mit den übrigen örtlichen Akteuren ein umfassendes Wassermanagement.

## Geschichte
Der Aller-Ohre-Ise-Verband wurde mit Wirkung zum 1. Januar 2023 durch Zusammenschluss des Aller-Ohre-Verbands mit den Unterhaltungsverbänden Oberaller, Ohre und Ise gegründet.

## Mitglieder
Die Mitglieder des Aller-Ohre-Ise-Verbands unterteilen sich laut Satzung in „Gemeinden“, „Gebietskörperschaften“, „Einzelmitglieder“ und „Sonstige Mitglieder“. Mit der Zugehörigkeit zu einer bestimmten Kategorie sind jeweils unterschiedliche Rechte und Beitragssätze verbunden.

### Gemeinden
In Niedersachsen sind für Gewässer II. Ordnung flächendeckend Unterhaltungsverbände eingerichtet, in denen die betroffenen Gemeinden stellvertretend für die verschiedenen Grundstückseigentümer Zwangsmitglieder sind. Dadurch sind alle Gemeinden mit Flächenanteilen an den Unterhaltungsgebieten Oberaller, Ohre und Ise automatisch Mitglieder des Aller-Ohre-Ise-Verbands. Einige der Gemeinden haben dem Verband außerdem freiwillig stellvertretend für die verschiedenen Grundstückseigentümer die Unterhaltung eines Teils ihrer gemeindlichen Gewässer III. Ordnung übertragen und sind entsprechend mit einem größeren Flächenanteil als Mitglieder registriert.
Am Unterhaltungsgebiet der Ise haben die Stadt Wittingen, die Gemeinden Dedelstorf, Hankensbüttel, Obernholz und Sprakensehl aus der Samtgemeinde Hankensbüttel, die Gemeinde Lüder aus der Samtgemeinde Aue, die Gemeinde Ehra-Lessien aus der Samtgemeinde Brome, die Gemeinde Sassenburg, die Gemeinden Schönewörde, Wahrenholz, Wagenhoff und Wesendorf aus der Samtgemeinde Wesendorf sowie die Stadt Gifhorn Anteil. Das Unterhaltungsgebiet der Ohre ist auf niedersächsischer Seite recht klein. Neben der Stadt Wittingen haben lediglich die Gemeinden Tülau, Rühen, Brome, Bergfeld, Parsau und Tiddische aus der Samtgemeinde Brome sowie das gemeindefreie Gebiet Giebel daran Anteil.
Die meisten Mitgliedsgemeinden kommen durch das Unterhaltungsgebiet der Oberaller zustande. Anteilseigner daran sind die Stadt Wittingen, die Gemeinden Bergfeld, Brome, Ehra-Lessien, Rühen, Tiddische und Tülau aus der Samtgemeinde Brome, die Gemeinde Sassenburg, die Stadt Gifhorn, die Gemeinden Leiferde, Meinersen und Müden aus der Samtgemeinde Meinersen, die Gemeinden Calberlah, Isenbüttel, Ribbesbüttel und Wasbüttel aus der Samtgemeinde Isenbüttel, die Gemeinden Adenbüttel, Meine, Rötgesbüttel und Vordorf aus der Samtgemeinde Papenteich, die Gemeinde Lehre, die Stadt Braunschweig, die Gemeinden Barwedel, Bokensdorf, Jembke, Osloß, Tappenbeck und Weyhausen aus der Samtgemeinde Boldecker Land, die Stadt Wolfsburg, die Gemeinden Bahrdorf, Danndorf, Grafhorst, Groß Twülpstedt und Velpke aus der Samtgemeinde Velpke, die Gemeinden Grasleben, Querenhorst und Rennau aus der Samtgemeinde Grasleben, die Stadt Helmstedt sowie die Stadt Königslutter.
Die Gemeinde Sassenburg hat dem Verband weiterhin die Unterhaltung mehrerer Gewässer III. Ordnung auf ihrem gesamten Gemeindegebiet übertragen. Ähnliches gilt für die Gemeinden Calberlah und Weyhausen sowie die Stadt Wolfsburg, allerdings jeweils lediglich im Bereich des Barnbruchs.

### Gebietskörperschaften
Zusätzlich zur reinen Gewässerunterhaltung haben die Landkreise Gifhorn und Helmstedt und die kreisfreie Stadt Wolfsburg als Sitze der zuständigen Unteren Wasser- und Naturschutzbehörden dem Aller-Ohre-Ise-Verband übergeordnete regionale Aufgaben des Hochwasserschutzes, des  Naturschutzes und des Wassermanagements übertragen. In der Verbandssatzung werden diese drei Kommunen in dieser Funktion „Gebietskörperschaften“ genannt und gelten als eine besondere Kategorie von Mitgliedern.

### Einzelmitglieder
Für Gewässer III. Ordnung, für die nicht stellvertretend die Gemeinden Mitglied sind, können auch nichtkommunale natürliche und juristische Personen Mitglied im Aller-Ohre-Ise-Verband werden und ihm deren Unterhaltung übertragen. Aktuell handelt es sich bei diesen „Einzelmitgliedern“ um die Mitglieder der Wasser- und Bodenverbände Sassenburg, Beverbach und Klausmoor, die auch weiterhin als untergeordnete Verbände organisiert sind.

### Sonstige Mitglieder
Bei den „sonstigen Mitgliedern“ handelt es sich überwiegend um große sogenannte „Erschwerer“ im Zuständigkeitsbereich des Aller-Ohre-Ise-Verbands. Das sind Eigentümer von Anlagen, die die Gewässerunterhaltung in besonderem Maße erschweren, wie beispielsweise Straßen oder Bahntrassen. Zum Zeitpunkt der Gründung waren dies die Niedersächsischen Landesforsten Wolfenbüttel, die Bundesanstalt für Immobilienaufgaben, die Stiftung Braunschweigischer Kulturbesitz, die DB Netz AG, die Niedersächsische Landesbehörde für Straßenbau und Verkehr, die  Bundeswehr, die Forstgemarkung Giebel, das Straßenbauamt Wolfenbüttel (Bund), das Straßenbauamt Wolfenbüttel (Land), der Landkreis Gifhorn und die Osthannoversche Eisenbahn.

## Organe
Organe des Aller-Ohre-Ise-Verbands sind der Verbandsausschuss und der Vorstand. Der Vorstand bestellt außerdem eine hauptamtliche Geschäftsführerin, die das Verbandsunternehmen mit seinen vielfältigen Aufgaben im Tagesgeschäft leitet.

### Verbandsausschuss
Der Verbandsausschuss besteht gemäß Satzung aus 25 Personen, die ehrenamtlich tätig sind. Jede davon hat zudem einen persönlichen Stellvertreter. Ausschussmitglieder und ihre Stellvertreter werden turnusgemäß alle fünf Jahre von den Verbandsmitgliedern innerhalb festgelegter Wahlbezirke gewählt.
Die „Gemeinden“ stellen insgesamt 20 Ausschussmitglieder. Je drei Ausschussmitglieder entfallen davon auf die Wahlbezirke der Stadt Wittingen, der Gemeinde Sassenburg und der Samtgemeinde Brome. Aus der Stadt Wolfsburg (als Gemeinde) gibt es zwei Ausschussmitglieder, ebenso wie aus dem gemeinsamen Wahlbezirk der Samtgemeinden Velpke und Grasleben mit den Städten Helmstedt und Königslutter. Der gemeinsame Wahlbezirk der Samtgemeinden Hankensbüttel und Aue, die eigenen Wahlbezirke der Samtgemeinden Wesendorf, Meinersen, Isenbüttel, Boldecker Land und der Stadt Gifhorn sowie der gemeinsame Wahlbezirk von Samtgemeinde Papenteich, Gemeinde Lehre und Stadt Braunschweig sind mit je einem Ausschussmitglied vertreten.
Insgesamt 3 weitere Ausschussmitglieder stellen die Verwaltungen der „Gebietskörperschaften“, also der Landkreise Gifhorn und Helmstedt sowie der kreisfreien Stadt Wolfsburg. 1 weiterer Ausschusssitz entfällt auf die „Einzelmitglieder“ (Wasser- und Bodenverbände) und zuletzt noch 1 Ausschusssitz auf die „sonstigen Mitglieder“.

### Vorstand
Der ehrenamtliche Vorstand wird vom Verbandsausschuss nach dessen Konstituierung für die Dauer von fünf Jahren gewählt. Er besteht aus insgesamt 9 Personen, darunter die Verbandsvorsteherin und der stellvertretende Verbandsvorsteher. Zu jedem Vorstandsmitglied wählt der Verbandsausschuss außerdem einen persönlichen Stellvertreter. Die 9 Vorstandsmitglieder verteilen sich wie folgt auf die Mitglieder des Verbands:
1. Kreisverwaltung Gifhorn
2. Kreisverwaltung Helmstedt[7]
3. Stadtverwaltung Wolfsburg
4. Stadt Wittingen und Samtgemeinden Hankensbüttel und Aue
5. Samtgemeinde Brome
6. Stadt Gifhorn, Gemeinde Sassenburg und Samtgemeinde Wesendorf[8]
7. Stadt Braunschweig, Gemeinde Lehre und Samtgemeinden Meinersen, Isenbüttel, Papenteich und Boldecker Land
8. Städte Wolfsburg, Helmstedt und Königslutter sowie Samtgemeinden Velpke und Grasleben
9. „Einzelmitglieder“[9]

Die „sonstigen Mitglieder“ stellen explizit kein Vorstandsmitglied, sondern sind lediglich im Verbandsausschuss vertreten.
Am 8. Januar 2023 trat der erste gewählte Verbandsausschuss des neu gegründeten Verbandes zu seiner konstituierenden Sitzung zusammen und wählte den ersten Vorstand. Zur ersten Verbandsvorsteherin wurde das Vorstandsmitglied aus der Gifhorner Kreisverwaltung, Kreisrätin Ute Spieler, gewählt.
Viele der aktuellen Vorstandsmitglieder waren zuvor bereits Mitglied in den Vorständen oder Verbandsausschüssen der Vorgängerverbände. Insbesondere war Ute Spieler schon seit Februar 2021 Verbandsvorsteherin des Aller-Ohre-Verbands.

### Geschäftsführerin
Die Verbandssatzung sieht vor, dass der Vorstand eine hauptamtliche Geschäftsführerin einstellt. Aktuell (2025) hat Silke Westphalen dieses Amt inne. Zuvor war sie bereits Geschäftsführerin des Aller-Ohre-Verbands. Die Geschäftsführerin ist Vorgesetzte aller weiteren Mitarbeiter des Verbands, die im Bereich der Verwaltung in Gifhorn oder bei den Bauhöfen in Gifhorn und Grafhorst tätig sind.

## Weitere Akteure des Wassermanagements
Im Verbandsgebiet und daran angrenzend gibt es eine Vielzahl von Akteuren, die für die verschiedenen Aspekte der Nutzung und des Schutzes der Ressource Wasser zuständig sind. Mit diesen steht der Aller-Ohre-Ise-Verband notwendigerweise im Austausch. Dazu gehören unter anderem die Wasser- und Schiffahrtsverwaltung des Bundes (WSV), der Niedersächsische Landesbetrieb für Wasserwirtschaft, Küsten- und Naturschutz (NLWKN), die Umweltämter (Untere Wasser- und Naturschutzbehörden) in Gifhorn, Wolfsburg, Helmstedt, Braunschweig und Uelzen, die benachbarten Unterhaltungsverbände, die übrigen Wasser- und Bodenverbände im Einzugsgebiet (darunter viele bäuerliche Beregnungsverbände), die Naturschutzverbände (darunter die Aktion Fischotterschutz und die zahlreichen Angelvereine), das Landvolk und die Landwirtschaftskammer, die Forstämter und zugehörigen -reviere sowie die verschiedenen örtlichen Wasserversorger und Abwasserbeseitiger.